# Graphogaster pseudonuda
Graphogaster pseudonuda là một loài ruồi trong họ Tachinidae.